# سیمپسون، شهرستان پاپ، آرکانزاس
سیمپسون (به انگلیسی: Simpson) یک منطقهٔ مسکونی در ایالات متحده آمریکا است که در شهرستان پوپ، آرکانزاس واقع شده‌است. سیمپسون ۵۶۷٫۸۵ متر بالاتر از سطح دریا واقع شده‌است.